# Amblyomma falsomarmoreum
Amblyomma falsomarmoreum (лат.) — вид клещей рода Amblyomma из семейства Ixodidae. Африка: Сомали, Кения, Танзания, Эфиопия. Паразитируют на пресмыкающихся, главным образом, на черепахах. Отдельные находки известны с других диких и домашних животных. Хозяева личинок неизвестны. У самцов спинной жесткий щиток прикрывает все тело, у самок треть.